# Prethopalpus bellicosus
Espèce
Prethopalpus bellicosus est une espèce d'araignées aranéomorphes de la famille des Oonopidae.

## Distribution
Cette espèce est endémique du Sabah en Malaisie,. Elle se rencontre entre 1 500 et 1 600 m d'altitude sur le mont Kinabalu et la chaîne Crocker.

## Description
Le mâle holotype mesure 1,26 mm et la femelle 1,30 mm.

## Publication originale
- Baehr, Harvey, Burger & Thoma, 2012 : The new Australasian goblin spider genus Prethopalpus (Araneae, Oonopidae). Bulletin of the American Museum of Natural History, no 369, p. 1-113 (texte intégral).